# Герб Резенде
Ге́рб Резе́нде — офіційний символ містечка Резенде, Португалія. Використовується як територіальний герб. У срібному щиті, перетятому шістьма синіми хвилястими смугами, малий срібний щиток із синім латинським хрестом. У синій облямівці щитка чотири золоті восьмикутні зірки — дві у главі й дві в основі. Щит увінчує срібна мурована містечкова корона з чотирма вежами.  Під щитом біла стрічка, на якій великими літерами напис португальською: «Resende» (Резенде).  Офіційно затверджений 15 червня 1984 року.  Синій хрест у срібному полі символізує першого португальського короля Афонсу І. Зірки взяті з герба Егаша Моніша де Рібадору, колишнього сеньйора містечка.

## Галерея

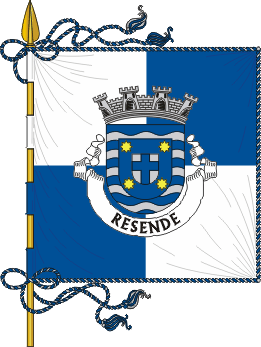
Прапор